# Карл Ельзенер
Карл Ельзенер (нім. Karl Elsener, 13 серпня 1934, Бюлах — 27 липня 2010, Цюрих) — швейцарський футболіст, що грав на позиції воротаря.
Виступав, зокрема, за «Грассгоппер», з яким ставав чемпіоном та володарем Кубка Швейцарії, а також національну збірну Швейцарії, у складі якої був учасником двох чемпіонатів світу.

## Клубна кар'єра
У дорослому футболі дебютував 1953 року виступами за команду «Вінтертур», в якій провів один сезон у другому дивізіоні країни.
Своєю грою за цю команду привернув увагу представників тренерського штабу клубу «Грассгоппер», одного з грандів країни, до складу якого приєднався 1954 року. Відіграв за команду з Цюриха наступні чотири сезони своєї ігрової кар'єри і у сезоні 1955/56 виграв з командою «золотий дубль».
Згодом з 1958 по 1960 рік грав у складі команд «Ла Шо-де-Фон» та «Вінтертур», але 1960 року повернувся до «Грассгоппера». Цього разу провів у складі його команди три сезони, але трофеїв більше не здобував. У 1958 і 1963 роках він грав з клубом у фіналі кубка Швейцарії проти «Янг Бойз» і «Базеля» відповідно, але програв обидва фінали.
Протягом 1963—1966 років захищав кольори клубів «Гренхен» та «Лозанна».
1966 року перейшов до клубу «Люцерн», за який відіграв 2 сезони. Завершив професійну кар'єру футболіста виступами за команду «Люцерн» у 1968 році.

## Виступи за збірну
16 квітня 1958 року дебютував в офіційних іграх у складі національної збірної Швейцарії у товариському матчі проти Франції (0:0), що відбувся в Парижі.
У складі збірної був учасником чемпіонату світу 1962 року у Чилі, на якому провів всі три гри — з Чилі (1:3), ФРН (1:2) та Італією (0:3), але команда їх всі програла і посіла останнє місце у групі. На наступному чемпіонаті світу 1966 року в Англії Карл знову був основним воротарем і зіграв двічі — із Західною Німеччиною (0:5) та з Іспанією (1:2), а його команда знову не пройшла груповий етап.
Загалом протягом кар'єри у національній команді, яка тривала 9 років, провів у її формі 34 матчі.
Помер 27 липня 2010 року на 76-му році життя у місті Цюрих від пневмонії. Понад 200 людей взяли участь у прощанні з футболістом у Швамендінгені.

## Титули і досягнення
- Чемпіон Швейцарії (1):

«Грассгоппер»: 1955–56
- Володар Кубка Швейцарії (1):

«Грассгоппер»: 1955–56